# Maciej Wiliński
Maciej Wiliński (pseudonimy Brunet, Polsilver; zm. 1985 w Gdańsku) – polski gitarzysta, członek zespołu Deadlock. W zespole Deadlock działał do końca istnienia zespołu. W 1985 roku popełnił samobójstwo, wyskakując z budynku na gdańskim blokowisku.

## Dyskografia
- Ambition (1981)
- Kołobrzeg '80 (1995)